# Saint-Laurs
Saint-Laurs là một xã thuộc tỉnh Deux-Sèvres trong vùng Nouvelle-Aquitaine phía tây nước Pháp. Xã này nằm ở khu vực có độ cao từ 69-139 mét trên mực nước biển.